# Bicycle Lake Army Airfield
Pour les articles homonymes, voir BYS.

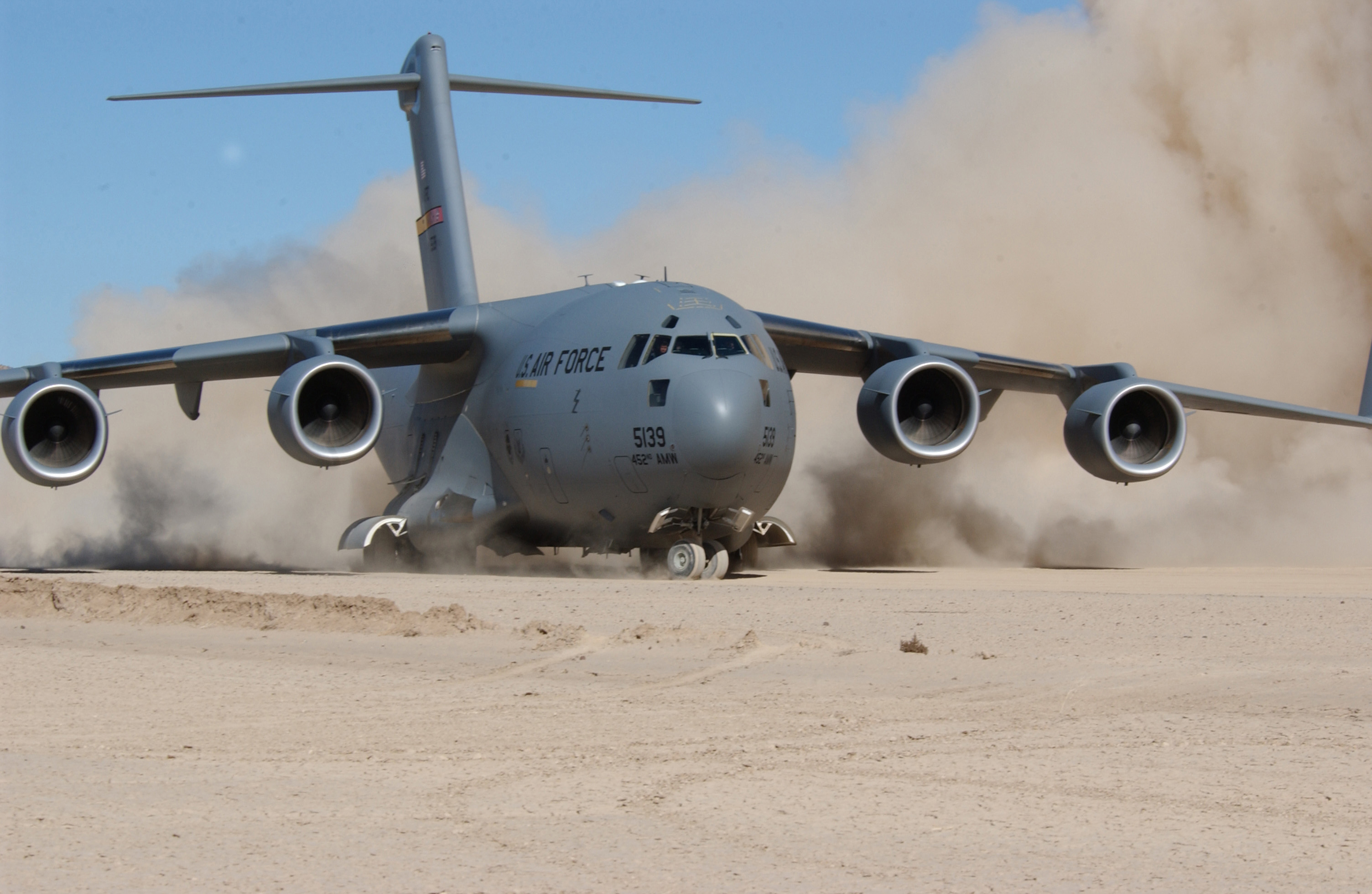
C-17 Globemaster III au bout d'une piste de terre à Bicycle Lake Army Airfield.

Bicycle Lake Army Airfield (code AITA : BYS) est une base aérienne dépendant de l’United States Army installée dans le désert de Mojave en Californie, aux États-Unis. La base se situe à 56 km au nord-est de Barstow et à proximité immédiate de Fort Irwin, l'un des grands centres d'entrainements aux États-Unis